# Madngele
Madngele är ett australiskt språk som talades av 15 personer år 1983. Madngele talas i Nordterritoriet. Madngele tillhör dalyspråken.